# Pilar Bonet
Pilar Bonet Cardona (Ibiza, 1952) es una periodista española, que ha pasado la mayor parte de su carrera profesional como corresponsal del diario El País en Moscú.

## Biografía
Licenciada en Filología Hispánica por la Universidad de Barcelona y en Ciencias de la Información por la Autónoma, también de Barcelona, completó su formación con el estudio del inglés, alemán y ruso.
Comenzó a trabajar como periodista en distintos medios de prensa de Baleares, para pasar después a El Periódico de Catalunya. Más tarde, la Agencia EFE la contrató como corresponsal en su sede en Viena, lugar desde el que en las décadas de 1970 y 1980 se cubría la información de los países del Este de Europa. Tras dos años en EFE, en 1982 fue contratada por el El País para dirigir la nueva corresponsalía del diario en la Unión Soviética con sede en Moscú.
En los siguientes quince años permaneció en el mismo destino, cubriendo desde la aparición y auge del sindicato libre polaco Solidarność hasta la caída del muro de Berlín y la reunificación alemana, pasando por la llegada de Mijail Gorbachov al poder en la Unión Soviética, el golpe de Estado de 1991 contra Gorbachov, la Rusia dirigida por Boris Yeltsin y la caída de los regímenes comunistas en los países del Este. En 1997, fue destinada como corresponsal a Alemania (primero en Bonn y luego en Berlín), para regresar en 2001 a Moscú, de nuevo como corresponsal en Rusia y buena parte de los países que forman la llamada Comunidad de Estados Independientes, antiguos países satélites del entorno soviético. Ha publicado tres libros sobre Rusia: Moscú (1988), Imágenes sobre fondo rojo. Estampas de la crisis soviética (1992) y La Rusia imposible: Borís Yeltsin, un provinciano en el Kremlin (1994).

## Reconocimientos
Pilar Bonet ha sido reconocida por su trabajo periodístico en múltiples ocasiones: por dos veces ha sido galardonada por el Club Internacional de Prensa —la última en 2014— como mejor corresponsal de España en el exterior, en 1990 fue galardonada con el Premio Víctor de la Serna de la Asociación de la Prensa de Madrid, y en 1996 obtuvo el Premio de Periodismo Cirilo Rodríguez. Además, ha sido investigadora asociada y experta del think tank español Barcelona Centre for International Affairs.
En 2022 fue reconocida con el Premio de Periodismo Francisco Cerecedo, otorgado por la Asociación de Periodistas Europeos (APE), por su trabajo periodístico sobre Rusia.